# Palaminy
Palaminy è un comune francese di 842 abitanti situato nel dipartimento dell'Alta Garonna nella regione dell'Occitania. Il comune si trova situato sulla Garonna, a 60 km a sud di Tolosa.

## Società

### Evoluzione demografica
Abitanti censiti